# Calliscarta tartessoides
Calliscarta tartessoides är en insektsart som beskrevs av Rauno E. Linnavuori och Heller 1961. Calliscarta tartessoides ingår i släktet Calliscarta och familjen dvärgstritar. Inga underarter finns listade i Catalogue of Life.